# Séries télévisées américaines diffusées durant la saison 2017-2018
| 2016-2017 • | 2017-2018 • | 2018-2019 |

Cet article liste les séries télévisées diffusées en prime time sur les principaux réseaux de télévision aux États-Unis durant la saison 2017-2018.
Ces principaux réseaux sont : ABC, CBS, The CW, la Fox et NBC. PBS n’est pas inclus car les stations locales disposent d’une grande flexibilité quant au choix des programmes et des horaires de diffusion. The CW ne propose pas de programmation nationale pour le week-end.
La programmation concerne les séries diffusées entre septembre 2017 et août 2018.

## Programmation

### Légende
- Les heures données correspondent à l’heure de l'Est et l’heure du Pacifique.
- Les nouvelles séries sont indiquées en gras.
- Le format du programme correspond à la couleur qui lui est attribuée :

Magazine d’informations
Divertissement / Télé-réalité
Sitcom / Comédie musicale / Série d’animation (20-30 minutes)
Drama / Action (40-50 minutes)
Programme sportif en direct
Programme local
Rediffusion

### Lundi
| Réseau | Réseau           | 20 h 0                                 | 20 h 30                                | 21 h 0                                 | 21 h 30                                | 22 h 0              | 22 h 30             |
| ------ | ---------------- | -------------------------------------- | -------------------------------------- | -------------------------------------- | -------------------------------------- | ------------------- | ------------------- |
| ABC    | Automne          | Danse avec les Stars (18/09)           | Danse avec les Stars (18/09)           | Danse avec les Stars (18/09)           | Danse avec les Stars (18/09)           | Good Doctor (25/09) | Good Doctor (25/09) |
| ABC    | Fin de l'automne | The Great Christmas Light Fight (4/12) | The Great Christmas Light Fight (4/12) | The Great Christmas Light Fight (4/12) | The Great Christmas Light Fight (4/12) | Good Doctor (25/09) | Good Doctor (25/09) |
| ABC    | Hiver            | The Bachelor (1/1)                     | The Bachelor (1/1)                     | The Bachelor (1/1)                     | The Bachelor (1/1)                     | Good Doctor (25/09) | Good Doctor (25/09) |
| ABC    | Printemps        | American Idol                          | American Idol                          | American Idol                          | American Idol                          | The Crossing        | The Crossing        |
| ABC    | Mi-printemps     | American Idol                          | American Idol                          | American Idol                          | American Idol                          | The Crossing        | The Crossing        |
| ABC    | Fin du printemps | Danse avec les star édition athlète    | Danse avec les star édition athlète    | Danse avec les star édition athlète    | Danse avec les star édition athlète    | The Crossing        | The Crossing        |
| CBS    | Automne          | The Big Bang Theory (25/09)            | 9JKL (02/10)                           | Kevin Can Wait (25/09)                 | Me, Myself & I (25/09)                 | Scorpion (25/09)    | Scorpion (25/09)    |
| CBS    | Fin de l'automne | Kevin Can Wait (30/10)                 | Man with a Plan                        | Superior donuts                        | 9JKL                                   | Scorpion (25/09)    | Scorpion (25/09)    |
| CBS    | Hiver            | Celebrity Big Brother (12/2)           | Celebrity Big Brother (12/2)           | Superior donuts                        | 9JKL                                   | Scorpion (25/09)    | Scorpion (25/09)    |
| CBS    | Fin de l'hiver   | Kevin Can Wait (26/2)                  | Man with a Plan (26/2)                 | Superior donuts                        | Living Biblically (26/2)               | Scorpion (25/09)    | Scorpion (25/09)    |
| The CW | Automne          | Supergirl (09/10)                      | Supergirl (09/10)                      | Valor (09/10)                          | Valor (09/10)                          | Programme local     | Programme local     |
| The CW | Mi-hiver         | Legends of Tomorrow (12/2)             | Legends of Tomorrow (12/2)             | IZombie                                | IZombie                                | Programme local     | Programme local     |
| The CW | Printemps        | Supergirl (16/4)                       | Supergirl (16/4)                       | IZombie                                | IZombie                                | Programme local     | Programme local     |
| Fox    | Automne          | Lucifer (02/10)                        | Lucifer (02/10)                        | The Gifted (02/10)                     | The Gifted (02/10)                     | Programme local     | Programme local     |
| Fox    | Hiver            | Lucifer (02/10)                        | Lucifer (02/10)                        | The Resident                           | The Resident                           | Programme local     | Programme local     |
| NBC    | Automne          | The Voice (25/09)                      | The Voice (25/09)                      | The Voice (25/09)                      | The Voice (25/09)                      | The Brave (25/09)   | The Brave (25/09)   |
| NBC    | Hiver            | The Wall (1/1)                         | The Wall (1/1)                         | Better Late Than Never (1/1)           | Better Late Than Never (1/1)           | The Brave (25/09)   | The Brave (25/09)   |
| NBC    | Fin de l'hiver   | The Voice (26/2)                       | The Voice (26/2)                       | The Voice (26/2)                       | The Voice (26/2)                       | Good Girl (26/2)    | Good Girl (26/2)    |

- Note: CBS diffuse un aperçu spécial de Young Sheldon le 25 septembre 2017.

### Mardi
| Réseau | Réseau     | 20 h 0                      | 20 h 30                          | 21 h 0                      | 21 h 30                     | 22 h 0                                   | 22 h 30                                  |
| ------ | ---------- | --------------------------- | -------------------------------- | --------------------------- | --------------------------- | ---------------------------------------- | ---------------------------------------- |
| ABC    | Automne    | The Middle (03/10)          | Bienvenue chez les Huang (03/10) | Black-ish (03/10)           | The Mayor (03/10)           | Kevin (Probably) Saves the World (03/10) | Kevin (Probably) Saves the World (03/10) |
| ABC    | Hiver      | The Middle (03/10)          | Bienvenue chez les Huang (03/10) | Black-ish (03/10)           | Modern Family (R)           | Kevin (Probably) Saves the World (03/10) | Kevin (Probably) Saves the World (03/10) |
| ABC    | Mi-hiver   | The Bachelor Winter Games   | The Bachelor Winter Games        | The Bachelor Winter Games   | The Bachelor Winter Games   | Kevin (Probably) Saves the World (03/10) | Kevin (Probably) Saves the World (03/10) |
| ABC    | Printemps  | Roseanne (27/3)             | The Middle                       | Black-ish                   | Splitting Up Together       | For the People                           | For the People                           |
| CBS    | CBS        | NCIS (26/09)                | NCIS (26/09)                     | Bull (26/09)                | Bull (26/09)                | NCIS: Nouvelle-Orléans (26/09)           | NCIS: Nouvelle-Orléans (26/09)           |
| The CW | Automne    | The Flash (10/10)           | The Flash (10/10)                | Legends of Tomorrow (10/10) | Legends of Tomorrow (10/10) | Programme local                          | Programme local                          |
| The CW | Hiver      | The Flash (10/10)           | The Flash (10/10)                | Black Lightning             | Black Lightning             | Programme local                          | Programme local                          |
| The CW | Printemps  | The Flash (10/10)           | The Flash (10/10)                | Les 100                     | Les 100                     | Programme local                          | Programme local                          |
| Fox    | Automne    | Lethal Weapon (26/09)       | Lethal Weapon (26/09)            | The Mick (26/09)            | Brooklyn Nine-Nine (26/09)  | Programme local                          | Programme local                          |
| Fox    | Hiver      | Lethal Weapon (26/09)       | Lethal Weapon (26/09)            | LA to Vegas                 | The Mick                    | Programme local                          | Programme local                          |
| Fox    | Printemps  |                             |                                  |                             | New Girl (10/4)             | Programme local                          | Programme local                          |
| NBC    | Automne    | The Voice (26/09)           | The Voice (26/09)                | This Is Us (26/09)          | This Is Us (26/09)          | Law & Order: True Crime (26/09)          | Law & Order: True Crime (26/09)          |
| NBC    | Mi-automne | The Voice (26/09)           | The Voice (26/09)                | This Is Us (26/09)          | This Is Us (26/09)          | Chicago Med (21/11)                      | Chicago Med (21/11)                      |
| NBC    | Hiver      | Ellen's Game of Games (2/1) | Ellen's Game of Games (2/1)      | This Is Us (26/09)          | This Is Us (26/09)          | Chicago Med (21/11)                      | Chicago Med (21/11)                      |
| NBC    | Printemps  | The Voice (27/2)            | The Voice (27/2)                 | Rise (13/3)                 | Rise (13/3)                 | Chicago Med (21/11)                      | Chicago Med (21/11)                      |

### Mercredi
| Réseau | Réseau    | 20 h 0                      | 20 h 30                     | 21 h 0                           | 21 h 30                          | 22 h 0                      | 22 h 30                     |
| ------ | --------- | --------------------------- | --------------------------- | -------------------------------- | -------------------------------- | --------------------------- | --------------------------- |
| ABC    | Automne   | Les Goldberg (27/09)        | Speechless (27/09)          | Modern Family (27/09)            | American Housewife (27/09)       | Designated Survivor (27/09) | Designated Survivor (27/09) |
| ABC    | Hiver     | Les Goldberg (27/09)        | Speechless (27/09)          | Modern Family (27/09)            | American Housewife (27/09)       | Match Game                  | Match Game                  |
| ABC    | Mi-hiver  | Les Goldberg (27/09)        | Speechless (27/09)          | Modern Family (27/09)            | American Housewife (27/09)       | Designated Survivor         | Designated Survivor         |
| ABC    | Printemps | Les Goldberg (27/09)        | Alex, Inc.                  | Modern Family (27/09)            | American Housewife (27/09)       | Designated Survivor         | Designated Survivor         |
| CBS    | Automne   | Survivor (27/09)            | Survivor (27/09)            | Seal Team (27/09)                | Seal Team (27/09)                | Esprits criminels (27/09)   | Esprits criminels (27/09)   |
| CBS    | Hiver     | The Amazing Race (3/1)      | The Amazing Race (3/1)      | Seal Team (27/09)                | Seal Team (27/09)                | Esprits criminels (27/09)   | Esprits criminels (27/09)   |
| CBS    | Mi-hiver  | Celebrity Big Brother (7/2) | Celebrity Big Brother (7/2) | The Amazing Race (7/2)           | The Amazing Race (7/2)           | The Amazing Race (7/2)      | The Amazing Race (7/2)      |
| CBS    | Printemps | Survivor (28/2)             | Survivor (28/2)             | Seal Team (7/3)                  | Seal Team (7/3)                  | Esprits criminels (7/3)     | Esprits criminels (7/3)     |
| The CW | Automne   | Riverdale (11/10)           | Riverdale (11/10)           | Dynasty (11/10)                  | Dynasty (11/10)                  | Programme local             | Programme local             |
| The CW | Printemps | Riverdale (11/10)           | Riverdale (11/10)           | Life Sentence                    | Life Sentence                    | Programme local             | Programme local             |
| Fox    | Automne   | Empire (27/09)              | Empire (27/09)              | Star (27/09)                     | Star (27/09)                     | Programme local             | Programme local             |
| Fox    | Hiver     | X-Files                     | X-Files                     | 9-1-1                            | 9-1-1                            | Programme local             | Programme local             |
| NBC    | NBC       | The Blacklist (27/09)       | The Blacklist (27/09)       | New York, unité spéciale (27/09) | New York, unité spéciale (27/09) | Chicago Police (27/09)      | Chicago Police (27/09)      |

- Note: NBC diffusera un épisode spécial de The Voice le 27 septembre[5].
- Note: The Good Place aura une diffusion d'une heure le 20 septembre après la finale de la saison 12 d'America's Got Talent[6].

### Jeudi
| Réseau | Réseau           | 20 h 0                                  | 20 h 30                                                                   | 21 h 0                                                                    | 21 h 30                                                                   | 22 h 0                                                                    | 22 h 30                                                                   |
| ------ | ---------------- | --------------------------------------- | ------------------------------------------------------------------------- | ------------------------------------------------------------------------- | ------------------------------------------------------------------------- | ------------------------------------------------------------------------- | ------------------------------------------------------------------------- |
| ABC    | Automne          | Grey's Anatomy (28/09)                  | Grey's Anatomy (28/09)                                                    | Scandal (05/10)                                                           | Scandal (05/10)                                                           | Murder (28/09)                                                            | Murder (28/09)                                                            |
| ABC    | Fin de l'automne | Grey's Anatomy (28/09)                  | Grey's Anatomy (28/09)                                                    | Scandal (05/10)                                                           | Scandal (05/10)                                                           | Murder (28/09)                                                            | Murder (28/09)                                                            |
| ABC    | Hiver            | Grey's Anatomy (28/09)                  | Grey's Anatomy (28/09)                                                    | Scandal (05/10)                                                           | Scandal (05/10)                                                           | Murder (28/09)                                                            | Murder (28/09)                                                            |
| ABC    | Mi-hiver         | The Bachelor Winter Games               | The Bachelor Winter Games                                                 | The Bachelor Winter Games                                                 | The Bachelor Winter Games                                                 | Murder (28/09)                                                            | Murder (28/09)                                                            |
| ABC    | Fin de l'hiver   | Grey's Anatomy                          | Grey's Anatomy                                                            | Scandal                                                                   | Scandal                                                                   | Murder (28/09)                                                            | Murder (28/09)                                                            |
| ABC    | Printemps        | Grey's Anatomy                          | Grey's Anatomy                                                            | Spinnoff de Grey's Anatomy                                                | Spinnoff de Grey's Anatomy                                                | Scandal                                                                   | Scandal                                                                   |
| ABC    | Fin du printemps | Grey's Anatomy                          | Grey's Anatomy                                                            | Spinnoff de Grey's Anatomy                                                | Spinnoff de Grey's Anatomy                                                | Quantico                                                                  | Quantico                                                                  |
| CBS    | Automne          | NFL Thursday Night Kickoff (en) (28/09) | Thursday Night Football (suivant le calendrier de la compétition) (28/09) | Thursday Night Football (suivant le calendrier de la compétition) (28/09) | Thursday Night Football (suivant le calendrier de la compétition) (28/09) | Thursday Night Football (suivant le calendrier de la compétition) (28/09) | Thursday Night Football (suivant le calendrier de la compétition) (28/09) |
| CBS    | Mi-automne       | The Big Bang Theory (02/11)             | Young Sheldon (02/11)                                                     | Mom (02/11)                                                               | Life in Pieces (02/11)                                                    | S.W.A.T. (02/11)                                                          | S.W.A.T. (02/11)                                                          |
| The CW | The CW           | Supernatural (12/10)                    | Supernatural (12/10)                                                      | Arrow (12/10)                                                             | Arrow (12/10)                                                             | Programme local                                                           | Programme local                                                           |
| Fox    | Automne          | Gotham (21/09)                          | Gotham (21/09)                                                            | The Orville (21/09)                                                       | The Orville (21/09)                                                       | Programme local                                                           | Programme local                                                           |
| Fox    | Hiver            | Gotham (21/09)                          | Gotham (21/09)                                                            | The Orville (21/09)                                                       | The Orville (21/09)                                                       | Programme local                                                           | Programme local                                                           |
| NBC    | Automne          | Superstore (28/09)                      | The Good Place (28/09)                                                    | Will et Grace (28/09)                                                     | Great News (28/09)                                                        | Chicago Fire (28/09)                                                      | Chicago Fire (28/09)                                                      |
| NBC    | Mi-automne       | NFL Thursday Night Kickoff (en)         | Thursday Night Football (suivant le calendrier de la compétition)         | Thursday Night Football (suivant le calendrier de la compétition)         | Thursday Night Football (suivant le calendrier de la compétition)         | Chicago Fire (28/09)                                                      | Chicago Fire (28/09)                                                      |
| NBC    | Hiver            | Superstore (4/1)                        | The Good Place (4/1)                                                      | Will et Grace (4/1)                                                       | Great News (4/1)                                                          | Chicago Fire (28/09)                                                      | Chicago Fire (28/09)                                                      |
| NBC    | Mi-hiver         | Superstore (4/1)                        | Champions                                                                 | Will et Grace (4/1)                                                       | A.P Bio (1/2)                                                             | Chicago Fire (28/09)                                                      | Chicago Fire (28/09)                                                      |

- Note: À la fois sur CBS et NBC, Thursday Night Kickoff et Football Night in... démarreront à 19:30h ET hors horaires écoulés en fonction du réseau qui porte le jeu, prévenant la programmation locale. La programmation de NBC pour la NFL Kickoff Game et Thanksgiving night game est sous le forfait de Sunday Night Football et la couverture du jeu remplit l'intégralité du primetime.
- Note: Grey's Anatomy aura deux épisodes le 28 septembre sur ABC[1].

### Vendredi
| Réseau | Réseau           | 20 h 0                      | 20 h 30                     | 21 h 0                      | 21 h 30                     | 22 h 0               | 22 h 30              |
| ------ | ---------------- | --------------------------- | --------------------------- | --------------------------- | --------------------------- | -------------------- | -------------------- |
| ABC    | Automne          | Once Upon a Time (06/10)    | Once Upon a Time (06/10)    | Inhumans (29/09)            | Inhumans (29/09)            | 20/20                | 20/20                |
| ABC    | Fin de l'automne | Once Upon a Time (06/10)    | Once Upon a Time (06/10)    | Agent of S.H.I.L.D (1/12)   | Agent of S.H.I.L.D (1/12)   | 20/20                | 20/20                |
| ABC    | Hiver            | Child Support (5/1)         | Child Support (5/1)         | Agent of S.H.I.L.D (1/12)   | Agent of S.H.I.L.D (1/12)   | 20/20                | 20/20                |
| ABC    | Printemps        | Once Upon a Time (2/3)      | Once Upon a Time (2/3)      | Agent of S.H.I.L.D (1/12)   | Agent of S.H.I.L.D (1/12)   | 20/20                | 20/20                |
| CBS    | Automne          | MacGyver (29/09)            | MacGyver (29/09)            | Hawaii 5-0 (29/09)          | Hawaii 5-0 (29/09)          | Blue Bloods (29/09)  | Blue Bloods (29/09)  |
| CBS    | Mi-hiver         | Celebrity Big Brother (9/2) | Celebrity Big Brother (9/2) | Celebrity Big Brother (9/2) | Celebrity Big Brother (9/2) | Blue Bloods (29/09)  | Blue Bloods (29/09)  |
| The CW | Automne          | Crazy Ex-Girlfriend (13/10) | Crazy Ex-Girlfriend (13/10) | Jane the Virgin (13/10)     | Jane the Virgin (13/10)     | Programme local      | Programme local      |
| The CW | Printemps        | Dynastie                    | Dynastie                    | Jane the Virgin (13/10)     | Jane the Virgin (13/10)     | Programme local      | Programme local      |
| The CW | Fin du printemps | Dynastie                    | Dynastie                    | The Originals               | The Originals               | Programme local      | Programme local      |
| Fox    | Automne          | Hell's Kitchen (29/09)      | Hell's Kitchen (29/09)      | L'Exorciste (29/09)         | L'Exorciste (29/09)         | Programme local      | Programme local      |
| Fox    | Hiver            | Hell's Kitchen (29/09)      | Hell's Kitchen (29/09)      | Redifusion                  | Redifusion                  | Programme local      | Programme local      |
| NBC    | automne          | Blindspot (27/10)           | Blindspot (27/10)           | Dateline NBC (29/09)        | Dateline NBC (29/09)        | Dateline NBC (29/09) | Dateline NBC (29/09) |
| NBC    | Hiver            | Blindspot (27/10)           | Blindspot (27/10)           | Dateline NBC (29/09)        | Dateline NBC (29/09)        | Dateline NBC (29/09) | Dateline NBC (29/09) |

- Note: Les deux premiers épisodes de Inhumans seront diffusé en IMAX dans les cinémas le 1er septembre avant que ABC le diffuse le 29 septembre de 20:00 à 22:00[8].

### Samedi
| Réseau | Réseau           | 20 h 0                                                                 | 20 h 30                                                                | 21 h 0                                                                 | 21 h 30                                                                | 22 h 0                                                                 | 22 h 30                                                                |
| ------ | ---------------- | ---------------------------------------------------------------------- | ---------------------------------------------------------------------- | ---------------------------------------------------------------------- | ---------------------------------------------------------------------- | ---------------------------------------------------------------------- | ---------------------------------------------------------------------- |
| ABC    | Automne          | Saturday Night Football (suivant le calendrier de la compétition)      | Saturday Night Football (suivant le calendrier de la compétition)      | Saturday Night Football (suivant le calendrier de la compétition)      | Saturday Night Football (suivant le calendrier de la compétition)      | Saturday Night Football (suivant le calendrier de la compétition)      | Saturday Night Football (suivant le calendrier de la compétition)      |
| ABC    | Fin de l'automne | Redifusion                                                             | Redifusion                                                             | Redifusion                                                             | Redifusion                                                             | Ten Days in the Valley (16/12)                                         | Ten Days in the Valley (16/12)                                         |
| ABC    | Hiver            | NBA Countdown                                                          | NBA Saturday Primetime                                                 | NBA Saturday Primetime                                                 | NBA Saturday Primetime                                                 | NBA Saturday Primetime                                                 | NBA Saturday Primetime                                                 |
| CBS    | CBS              | Crimetime Saturday (en)                                                | Crimetime Saturday (en)                                                | Crimetime Saturday (en)                                                | Crimetime Saturday (en)                                                | 48 Hours (30/09)                                                       | 48 Hours (30/09)                                                       |
| Fox    | Automne          | College Football on Fox (en) (suivant le calendrier de la compétition) | College Football on Fox (en) (suivant le calendrier de la compétition) | College Football on Fox (en) (suivant le calendrier de la compétition) | College Football on Fox (en) (suivant le calendrier de la compétition) | College Football on Fox (en) (suivant le calendrier de la compétition) | College Football on Fox (en) (suivant le calendrier de la compétition) |
| Fox    | Hiver            | Redifusion                                                             | Redifusion                                                             | Redifusion                                                             | Redifusion                                                             | Programme Local                                                        | Programme Local                                                        |
| NBC    | NBC              | Dateline NBC                                                           | Dateline NBC                                                           | Dateline NBC                                                           | Dateline NBC                                                           | SNL Vintage (en)                                                       | SNL Vintage (en)                                                       |

- Note: NBC fera une couverte en primetime de Notre Dame college football le 9 septembre et 21 octobre, avec un jeu de NFL Wild Card en janvier 2018, tandis que CBS est susceptible de diffuser au moins un match de football de SEC college football pendant la saison.

### Dimanche
| Réseau | Réseau           | 19h00                          | 19h30                          | 20 h 0                         | 20 h 30                                                                  | 21 h 0                                                                   | 21 h 30                                                                  | 22 h 0                                                                   | 22 h 30                                                                  |
| ------ | ---------------- | ------------------------------ | ------------------------------ | ------------------------------ | ------------------------------------------------------------------------ | ------------------------------------------------------------------------ | ------------------------------------------------------------------------ | ------------------------------------------------------------------------ | ------------------------------------------------------------------------ |
| ABC    | Automne          | The Toy Box (01/10)            | The Toy Box (01/10)            | America's Funiest Home Video   | America's Funiest Home Video                                             | Shark Tank (01/10)                                                       | Shark Tank (01/10)                                                       | Shark Tank (01/10)                                                       | Shark Tank (01/10)                                                       |
| ABC    | Fin de l'automne | The Toy Box (01/10)            | The Toy Box (01/10)            | America's Funiest Home Video   | America's Funiest Home Video                                             | Shark Tank (01/10)                                                       | Shark Tank (01/10)                                                       | Shark Tank (01/10)                                                       | Shark Tank (01/10)                                                       |
| ABC    | Hiver            | America's Funniest Home Videos | America's Funniest Home Videos | America's Funiest Home Video   | America's Funiest Home Video                                             | Shark Tank (01/10)                                                       | Shark Tank (01/10)                                                       | Shark Tank (01/10)                                                       | Shark Tank (01/10)                                                       |
| ABC    | Printemps        |                                |                                | American Idol                  | American Idol                                                            | American Idol                                                            | American Idol                                                            | Deception                                                                | Deception                                                                |
| CBS    | Automne          | 60 Minutes (24/09)             | 60 Minutes (24/09)             | Wisdom of the Crowd (01/10)    | Wisdom of the Crowd (01/10)                                              | NCIS : Los Angeles (01/10)                                               | NCIS : Los Angeles (01/10)                                               | Madam Secretary (08/10)                                                  | Madam Secretary (08/10)                                                  |
| CBS    | Hiver            | 60 Minutes (24/09)             | 60 Minutes (24/09)             | Celebrity Big Brother (11/2)   | Celebrity Big Brother (11/2)                                             | NCIS : Los Angeles (01/10)                                               | NCIS : Los Angeles (01/10)                                               | Madam Secretary (08/10)                                                  | Madam Secretary (08/10)                                                  |
| CBS    | Printemps        | 60 Minutes (24/09)             | 60 Minutes (24/09)             | Instinct (11/3)                | Instinct (11/3)                                                          | NCIS : Los Angeles (01/10)                                               | NCIS : Los Angeles (01/10)                                               | Madam Secretary (08/10)                                                  | Madam Secretary (08/10)                                                  |
| Fox    | Automne          | NFL on Fox (en)                | The OT (en)                    | Les Simpson (01/10)            | Ghosted (01/10)                                                          | Les Griffin (01/10)                                                      | The Last Man on Earth (01/10)                                            | Programme local                                                          | Programme local                                                          |
| Fox    | Hiver            |                                | Bob's Burgers                  | Les Simpson (01/10)            | Ghosted (01/10)                                                          | Les Griffin (01/10)                                                      | The Last Man on Earth (01/10)                                            | Programme local                                                          | Programme local                                                          |
| NBC    | Automne          | Football Night in America (en) | Football Night in America (en) | Football Night in America (en) | NBC Sunday Night Football (en) (suivant le calendrier de la compétition) | NBC Sunday Night Football (en) (suivant le calendrier de la compétition) | NBC Sunday Night Football (en) (suivant le calendrier de la compétition) | NBC Sunday Night Football (en) (suivant le calendrier de la compétition) | NBC Sunday Night Football (en) (suivant le calendrier de la compétition) |
| NBC    | Hiver            | Programme varié                | Programme varié                | Programme varié                | Programme varié                                                          | Programme varié                                                          | Programme varié                                                          | Programme varié                                                          | Programme varié                                                          |
| NBC    | Printemps        |                                |                                | Little Big Shots (18/3)        | Little Big Shots (18/3)                                                  | Genius Junior (18/3)                                                     | Genius Junior (18/3)                                                     |                                                                          |                                                                          |

- Note: Bob's Burgers diffusera plusieurs épisodes à partir du dimanche 1er octobre à 19h30 ET/PT pendant les semaines où Fox n'a pas de diffusion de la NFL en fin d'après-midi avec autorisation nationale[4].
- Note: La programmation de CBS commence à 19:30 lors des semaines où NFL on CBS se tient sur deux cases horaires à l'automne et au début de l'hiver.
- Note: CBS va diffuser les deux premiers épisode de Star Trek: Discovery le 24 septembre avant la diffusion exclusive sur CBS All Access.
- Note: Le 1er octobre Wisdom of the Crowd sera diffusée à 20h30 suivi par le premier épisode de la saison 9 de NCIS : Los Angeles à 21:30 après les deux cases horaires de football sur CBS[2].
- Note: Fox diffusera les deux premiers épisodes de The Orville le 10 et 17 septembre immédiatement après la diffusion de la NFL en fin d'après-midi[4].
- Note: Shark Tank aura un double épisode le 1er octobre sur ABC[1].

## Liste des séries par réseau de télévision

### ABC
| Séries renouvelées : - 20/20 (41e saison) - Marvel : Les Agents du SHIELD (5e saison) - America's Funniest Home Videos (28e saison) - American Housewife (2e saison) - American Idol (auparavant sur Fox) (16e saison) - The Bachelor (22e saison) - Black-ish (4e saison) - Dancing with the Stars (25e saison) - Designated Survivor (2e saison) - Bienvenue chez les Huang (4e saison) - Les Goldberg (5e saison) - Grey's Anatomy (14e saison) - Murder (4e saison) - The Middle (9e saison) - Modern Family (9e saison) - Once Upon a Time (7e saison) - Quantico (3e saison) - Roseanne (10e saison) - Scandal (7e saison) - Shark Tank (9e saison) - Speechless (2e saison) | Nouvelles séries : - Alex, Inc. - The Bachelor Winter Games - The Crossing - Dancing with the Stars Junior - Deception - For the People - Good Doctor - Kevin (Probably) Saves the World - Inhumans - The Mayor - Splitting Up Together - Ten Days in the Valley - Grey's Anatomy : Station 19 | Séries non renouvelées : - American Crime (3 saisons) - The Catch (2 saisons) - Conviction (1 saison) - Dr. Ken (2 saisons) - Imaginary Mary (1 saison) - C'est moi le chef ! (6 saisons) - Notorious (1 saison) - The Real O'Neals (2 saisons) - Secrets and Lies (2 saisons) - Time After Time (1 saison) |

### CBS
| Séries renouvelées : - 48 Hours (31e saison) - 60 Minutes (50e saison) - The Amazing Race (30e saison) - The Big Bang Theory (11e saison) - Big Brother (19e saison) - Blue Bloods (8e saison) - Bull (2e saison) - Code Black (3e saison) - Esprits criminels (13e saison) - Elementary (6e saison) - Hawaii 5-0 (8e saison) - Kevin Can Wait (2e saison) - Life in Pieces (3e saison) - MacGyver (2e saison) - Madam Secretary (4e saison) - Man with a Plan (2e saison) - Mom (5e saison) - NCIS (15e saison) - NCIS : Los Angeles (9e saison) - NCIS: Nouvelle-Orléans (4e saison) - Scorpion (4e saison) - Superior Donuts (2e saison) - Survivor (35e saison) - Thursday Night Football - Undercover Boss (9e saison) | Nouvelles séries : - 9JKL - By the Book - Instinct - Me, Myself & I - SEAL Team - S.W.A.T. - Wisdom of the Crowd - Young Sheldon | Séries non renouvelées : - 2 Broke Girls (6 saisons) - Esprits criminels : Unité sans frontières (2 saisons) - Doubt : Affaires douteuses (1 saison) - The Great Indoors (1 saison) - The Odd Couple (3 saisons) - Pure Genius (1 saison) - Ransom (1 saison) - Training Day (1 saison) |

### The CW
| Séries renouvelées : - Les 100 (5e saison) - Arrow (6e saison) - Crazy Ex-Girlfriend (3e saison) - The Flash (4e saison) - iZombie (4e saison) - Jane the Virgin (4e saison) - Legends of Tomorrow (3e saison) - The Originals (5e saison) - Riverdale (2e saison) - Supergirl (3e saison) - Supernatural (13e saison) | Nouvelles séries : - Black Lightning - Dynasty - Life Sentence - Valor | Séries non renouvelées : - Frequency (1 saison) - No Tomorrow (1 saison) - Reign (4 saisons) - Vampire Diaries (8 saisons) |

### Fox
| Séries renouvelées : - Bob's Burgers (8e saison) - Brooklyn Nine-Nine (5e saison) - Empire (4e saison) - The Exorcist (2e saison) - Les Griffin (16e saison) - Fox College Football - Gotham (4e saison) - Hell's Kitchen (17e saison) - The Last Man on Earth (4e saison) - Lethal Weapon (2e saison) - Lucifer (3e saison) - Very Bad Nanny (2e saison) - New Girl (7e saison) - Les Simpson (29e saison) - Star (2e saison) - The X-Files (11e saison) | Nouvelles séries : - 911 - Ghosted - The Gifted - LA to Vegas - The Orville - The Resident | Séries non renouvelées : - APB : Alerte d'urgence (1 saison) - Bones (12 saisons) - Making History (1 saison) - Pitch (1 saison) - Rosewood (2 saisons) - Scream Queens (2 saisons) - Sleepy Hollow (4 saisons) - Son of Zorn (1 saison) - You the Jury (1 saison) |

### NBC
| Séries renouvelées : - The Blacklist (5e saison) - Blindspot (3e saison) - Chicago Fire (6e saison) - Chicago Med (3e saison) - Chicago P.D. (5e saison) - Dateline NBC (25e saison) - Football Night in America - The Good Place (2e saison) - Great News (2e saison) - New York, unité spéciale (19e saison) - Little Big Shots (2e saison) - NBC Sunday Night Football - Shades of Blue (3e saison) - Superstore (3e saison) - Taken (2e saison) - This Is Us (2e saison) - Thursday Night Football - Timeless (2e saison) - The Voice (13e saison) - The Wall (2e saison) - Will et Grace (9e saison) | Nouvelles séries : - A.P. Bio - The Awesome Show - The Brave - Champions - Ellen's Game of Games - Genius Junior - Good Girls - The Handmade Project - Law and Order True Crime - Reverie - Rise | Séries non renouvelées : - The Blacklist: Redemption (1 saison) - Emerald City (1 saison) - Grimm (6 saisons) - Powerless (1 saison) |

## Source
- (en) Cet article est partiellement ou en totalité issu de l’article de Wikipédia en anglais intitulé « 2017–18 United States network television schedule » (voir la liste des auteurs).